# Chonocentrum
Chonocentrum, monotipski rod drveća iz porodice filantusovki rasprostranjenih po tropskim šumama brazilske države Amazonas. Jedina vrsta je C. cyathophorum.

## Sinonimi
- Drypetes cyathophora Müll.Arg.; Prodr. [A. DC.] 15(2): 454 (1866)